# École d'application de Turin
L'École d'application et l'Institut d'études militaires de l'armée (en italien Scuola di Applicazione e Istituto di Studi militari dell'Esercito) a son siège à Turin. C'est une école de l'armée de terre italienne où les officiers en service permanent de l'armée complètent et perfectionnent leur formation.

## Histoire de l'institut
L'École d'application a pour origine la période du royaume de Sardaigne et la maison de Savoie de 1739-1816 avec l’« École royale théorique et pratique d'artillerie et de fortification » voulue par Charles-Emmanuel III de Savoie. Après une période d'importantes évolutions, Victor-Emmanuel II en a fait l’« École d'application d'artillerie et du génie » (1863), et au cours de (1863-1881), elle a été dirigée par Celestino Sachero dans le siège historique de l'arsenal militaire de Turin. Après la Seconde Guerre mondiale en 1949, le site est le siège de l’« École d'application des armes de l'infanterie, de la cavalerie, de l'artillerie et du génie » réunit en 1951 sous un unique commandement dont le nom commun est « École d'application d'armes » remplacée en « École d'application » en 1976.
Depuis le 1er juin 2003, l'École a pris son nom actuel : « École d'application et institut d’études militaire de l'Armée »  après le transfert de l'« École de guerre » de Civitavecchia à Turin.

## Blason
L'école d'application naît de la fusion de différentes écoles d'armes. Le blason est divisé en quatre :
- Le premier quart rappelle l’École d'application d'Infanterie et de cavalerie,
- Le second quart représente l'écusson de l’« École royale théorique et pratique d'artillerie et de Fortification »,
- Le troisième quart représente l'écusson de l'« École d'application du génie »,
- Le dernier quart contient le blason de la ville de Turin.

## Élèves célèbres
L'école d'application peut se vanter d'avoir eu des élèves célèbres comme Alexandru Averescu, Faà di Bruno, Luigi Cadorna, Camillo Cavour, Armando Diaz, Emanuele Filiberto duc des Pouilles, Fouad Ier d'Égypte, Joseph-Louis Lagrange, Alfonso La Marmora, Michel Manzi...

## Formation

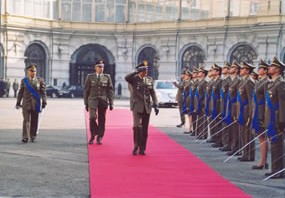
Serment des élèves officiers dans la cour d'honneur

La formation des officiers dure deux ans à l'Académie militaire de Modène, où ils obtiennent le grade de sous-lieutenant. À Turin, ils complètent leur diplôme par trois ans d'études en sciences stratégiques qui selon l'arme d'appartenance se partagent en trois parcours :
1. - politico-organisationnel pour les officiers d'infanterie, de cavalerie et d'artillerie,
2. - technique pour les officiers du génie, des transmissions, du transport et du matériel,
3. - administratif pour les officiers du corps d'administration et commissaire.

À l'issue des trois ans, les sous-lieutenants sont promus lieutenant.
Après ce diplôme de premier niveau de formation coordonnée par les universités de Modène, Reggio d’Émilie et de Turin, les élèves sont inscrits dans un des cinq cours qui dure deux ans et propose un diplôme, géré par la seule université de Turin, spécialisée en sciences stratégiques respectivement en :
1. - Diplôme spécialisé en sciences stratégiques organisationnelles,
2. - Diplôme spécialisé en sciences stratégiques des communications,
3. - Diplôme spécialisé en sciences stratégiques du génie,
4. - Diplôme spécialisé en sciences stratégiques des transports et matériels,
5. - Diplôme spécialisé en sciences stratégiques administratives.

Les études sont différenciées suivant l'arme d'appartenance.
En plus de la formation de base des sous-lieutenants et des lieutenants, l'École d'application de Turin est également responsable de la formation supérieure des officiers (capitaines,  majors et lieutenants-colonel), qui suivent les études d'« État major » (ex école de guerre). 
Parallèlement, l'université de Turin a créé un cours en  sciences stratégiques réservé au civil. 

Grade de sous-lieutenant pour les 1re et 2e année.
Grade de lieutenant pour les élèves de 3e année.

## Structure
La structure est implantée sur plusieurs sites : le palais de l'Arsenal qui contient une précieuse bibliothèque, le complexe Città di Torino (dit aussi PalaSimoni car dédié au capitaine Gastone Simoni, médaille d'or de la valeur militaire) et le complexe sportif Porcelli dans la zone de Piazza d'Armi à Turin, à proximité du stade olympique.

## Commandement des écoles de l'armée
Avec la restructuration de la structure organisationnelle de l'armée et le transfert du commandement des supports des forces opérationnelles terrestres de Trévise à Rome, le commandement des écoles est regroupé auprès du commandement de l'école d'application.
Sa structure est la suivante :
- Commandement des écoles de l'armée - École d'application et l'Institut d'études militaires de l'armée (Turin)
  -  Académie militaire (Modène)
    -  École militaire Nunziatella (Naples)
    - École militaire Teuliè (Milan)

  -  Centre de simulation et validation de l'armée (Civitavecchia)
  -  École sous-officiers d'armée (Viterbe)
    - 80e régiment Roma (École sergents (Cassino)

  - Regroupement d'unité d'instructeurs (Capoue)
    -  17e régiment d'infanterie Acqui de Capoue
    -  47e bataillon d'infanteri Ferrara de Capoue
    -  85e bataillon d'infanteri Verona de Montorio Veronese Vérone
    -  91e bataillon d'infanteri Lucania de Potenza
    -  123e régiment d'infanterie Chieti de Chieti
      -  57e bataillon d'infanterie Abruzzi de Sulmona

    -  235e régiment d'infanterie Piceno de Ascoli Piceno (spécialisé dans la formation du personnel féminin)

  -  École de langue étrangère de (Pérouse)

## Note
1. ↑  Comme Scuola di applicazione
2. ↑  F. Turri, E. Zamperini, V. Cappelletti, Military Contribution to Building Technical Evolution in Italy (1860-1940), in Proceedings of the Third International Congress on Construction History - Cottbus (Germany) 20th-24th May 2009, p. 1427-1434.